# Cappa
Cappa is een historisch Italiaans motorfietsmerk.
De beroemde ingenieur Giulio Cesare Cappa uit Turijn was eng bevriend met de motorpionier Carlo Biscaretti uit Ruffia. Eén jaar na zijn afstuderen had hij al een motorfiets klaar. Het was een bijna revolutionair voertuig.
Deze machine uit 1905 had een watergekoelde eencilindermotor, in die tijd nog een noviteit. Ook waren er al drie versnellingen, asaandrijving, magneetontsteking en een dubbele tank voor benzine en water aan boord. Deze tank was bijzonder lang, waardoor het zweefzadel boven het achterwiel zat en als gevolg daarvan was het stuur zeer lang.